# ヴァルプラート・ソアーナ
ヴァルプラート・ソアーナ（伊: Valprato Soana）は、イタリア共和国ピエモンテ州トリノ県にある、人口約100人の基礎自治体（コムーネ）。

## 地理

### 位置・広がり

#### 隣接コムーネ
隣接するコムーネは以下の通り。括弧内のAOはヴァッレ・ダオスタ州所属を示す。
- シャンポルシェ (AO)
- コーニュ (AO)
- ロンコ・カナヴェーゼ
- トラヴェルセッラ
- ヴァルキウーザ